# 光明的未來
《光明的未來》（日語：アカルイミライ）是2002年的電影作品，為日本導演黑澤清執導的劇情長片，本片獲選為第56屆坎城影展正式競賽片。

## 劇情
24歲的雄二和27歲的守是在東京的一家工廠工作的同事，兩人是生活在冷漠大城市裡沒有目標的青年；一天，守把飼養的劇毒水母交給雄二照顧，然後便獨自前往老闆家中砍殺他們一家人。守在監獄自殺後，前來探監的守的父親真一郎和雄二開始相依為命，漸漸建立起他與親生兒子守都未有過的父子關係，意外逃出的水母在東京河道裡大量繁殖。

## 演員
- 小田切讓 - 仁村雄二
- 淺野忠信 - 有田守
- 藤龍也 - 有田真一郎
- 笹野高史 - 藤原耕太
- 白石麻琉美 - 藤原冴子
- 涼 - 輕部
- 加瀨亮 - 有田冬樹
- 松山研一 - 君

## 外部連結
- 互联网电影数据库（IMDb）上《光明的未來》的资料（英文）
- アカルイミライ - 日本电影数据库